# Constantine Samuel Rafinesque

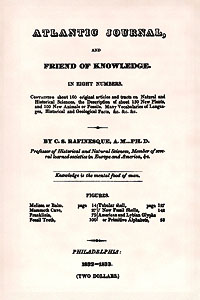
Atlantic Journal (1832-1833)

Constantine Samuel Rafinesque-Schmaltz (Gálata, subúrbio de Constantinopla, 22 de outubro de 1783 Filadélfia, 18 de setembro de 1840) foi um naturalista e arqueólogo norte-americano de origem franco-germano-italiana.

## Algumas publicações
- Caratteri di Alcuni Nuovi Generi e Nuove Specie di Animali e Piante della Sicilia, Palermo 1810
- Specchio delle Scienze, Palermo 1814
- Précis des Découvertes et Travaux Somiologiques, Palermo 1814
- Principes Fondamentaux de Somiologie, Palermo 1814
- Analyse de la Nature, Palermo 1815
- Florula Ludoviciana, New York 1817
- Ichthyologia Ohiensis, Lexington 1820
- Ancient History, or Annals of Kentucky, Frankfort 1824
- Neogenyton, Lexington 1825
- Medical Flora, a Manual of the Medical Botany of the United States of North America (two volumes), Philadelphia 1828, 1830
- Atlantic Journal and Friend of Knowledge, Philadelphia 1832-1833
- Herbarium Rafinesquianum, Philadelphia 1833
- A Life of Travels, Philadelphia 1836 On line (pdf)
- Flora Telluriana (four parts), Philadelphia 1836
- The American Nations (two volumes), Philadelphia 1836
- New Flora and Botany of North America (four parts), Philadelphia 1836-1838
- Genius and Spirit of the Hebrew Bible, Philadelphia 1838
- Alsographia Americana, Philadelphia 1838
- Sylva Telluriana, Philadelphia 1838
- Autikon Botanikon, Philadelphia 1840
- The Good Book (Amenities of Nature), Philadelphia 1840